# セカンド・ヘルピング
『セカンド・ヘルピング』（Second Helping）は、アメリカ合衆国のロック・バンド、レーナード・スキナードが1974年に発表した2作目のスタジオ・アルバム。

## 解説
前作『レーナード・スキナード』（1973年）に引き続きアル・クーパーがプロデュースした。「ワーキン・フォー・MCA」の歌詞は、バンドがMCAレコードと9000ドルで契約した事実に基づいている。「コール・ミー・ザ・ブリーズ」は、J・J・ケイルがアルバム『ナチュラリー』（1971年）で発表した曲のカヴァー。
本作のリリースと同日の1974年4月15日には、「何も聞かないで」の別ミックス・ヴァージョンがシングルとしてリリースされた。その後「スウィート・ホーム・アラバマ」がシングル・カットされ、全米8位の大ヒットとなる。そして、本作はBillboard 200で12位に達し、1974年9月にはRIAAによってゴールドディスクに認定され、1987年7月にはダブル・プラチナの認定を受けている。
リマスターCDには「何も聞かないで」のシングル・ヴァージョンと、1973年3月に録音されたデモ・ヴァージョン2曲がボーナス・トラックとして追加された。「ワズ・アイ・ライト・オア・ロング」は未発表曲で、「テイク・ユア・タイム」はシングル「何も聞かないで」及び「スウィート・ホーム・アラバマ」の両方にB面曲として収録された。

## 収録曲
1. スウィート・ホーム・アラバマ - "Sweet Home Alabama" (Ed King, Gary Rossington, Ronnie Van Zant) - 4:44
2. アイ・ニード・ユー - "I Need You" (E. King, G. Rossington, R. Van Zant) - 6:55
3. 何も聞かないで - "Don't Ask Me No Questions" (G. Rossington, R. Van Zant) - 3:25
4. ワーキン・フォー・MCA - "Workin' for MCA" (E. King, R. Van Zant) - 4:50
5. カーティス・ロウのバラード - "The Ballad of Curtis Loew" (Allen Collins, R. Van Zant) - 4:51
6. スワンプ・ミュージック - "Swamp Music" (E. King, R. Van Zant) - 3:31
7. 針とスプーン - "The Needle and the Spoon" (A. Collins, R. Van Zant) - 3:53
8. コール・ミー・ザ・ブリーズ - "Call Me the Breeze" (J.J. Cale) - 5:09

### リマスターCDボーナス・トラック
1. 何も聞かないで（シングル・ヴァージョン） - "Don't Ask Me No Questions (Single Version)" (G. Rossington, R. Van Zant) - 3:31
2. ワズ・アイ・ライト・オア・ロング（デモ） - "Was I Right or Wrong (Demo)" (G. Rossington, R. Van Zant) - 5:33
3. テイク・ユア・タイム（デモ） - "Take Your Time (Demo)" (R. Van Zant, E. King) - 7:29

## 参加ミュージシャン
- ロニー・ヴァン・ザント - ボーカル
- ゲイリー・ロッシントン - ギター
- アレン・コリンズ - ギター
- エド・キング - ギター、ベース
- ビリー・パウエル - キーボード
- レオン・ウィルクソン - ベース、バッキング・ボーカル
- ボブ・バーンズ - ドラムス

アディショナル・ミュージシャン
- アル・クーパー - ピアノ(#3, #5)、ホーン・アレンジ(#3, #8)、アコースティック・ギター(#5)、バッキング・ボーカル
- マイク・ポーター - ドラムス(#2)
- クライディ・キング - バッキング・ボーカル(#1)
- メリー・クレイトン - バッキング・ボーカル(#1)
- ボビー・キーズ、トレヴァー・ローレンス、スティーヴ・マダイオ - ホーン・セクション(#3, #8)